# Pokrajina Mantova
Pokrajina Mantova (v italijanskem izvirniku Provincia di Mantova [provìnča di màntova]) je ena od dvanajstih pokrajin, ki sestavljajo italijansko deželo Lombardija. Meji na severu s pokrajino Brescia, na vzhodu z deželo Benečija, na jugu z deželo Emilija - Romanja in na zahodu s pokrajino Cremona.

## Večje občine
Glavno mesto je Mantova, ostale večje občine (podatki 31.12.2006) so:
| Mesto                      | Prebivalcev |
| -------------------------- | ----------- |
| Mantova                    | 47.810      |
| Castiglione dello Stiviere | 20.755      |
| Suzzara                    | 19.224      |
| Viadana                    | 18.337      |
| Porto Mantovano            | 15.054      |
| Curtatone                  | 13.589      |
| Castel Goffredo            | 11.038      |
| Virgilio                   | 10.652      |

## Naravne zanimivosti
V jezerih pokrajine Mantova raste povsod lotos, čigar prvi primerki so prišli iz južne Azije leta 1914. Menihi bratovščine svetega Frančiška Ksaverija, ki so na Kitajskem videli, da se iz teh rastlin pridobiva moka, so jih prinesli v Evropo in začeli gojiti v mantovanskih jezerih. Toda moka iz lotosovih korenin se ni priljubila domačinom, ogromni vodni cvetovi pa so se toliko razmnožili, da je potrebno pogostno odstranjevanje prirastka. Pogled na cvetoča jezera je sicer prijeten, posebno v času poletnega bujnega cvetenja, a v ekološkem smislu je bil dobronamerni poseg menihov prava polomija.
Seznam zaščitenih področij v pokrajini:
- Regijski park Mincio (Parco regionale del Mincio)
- Naravni rezervat Bosco Fontana (Riserva naturale Bosco Fontana)
- Naravni rezervat Castellaro Lagusello (Riserva naturale Complesso morenico di Castellaro Lagusello)
- Mokrišče Isola Boscone (Riserva naturale Isola Boscone)
- Mokrišče Le Bine (Riserva naturale Le Bine)
- Mokrišče Ostiglia (Riserva naturale Palude di Ostiglia)
- Mokrišče Marcaria (Riserva naturale Torbiere di Marcaria)
- Naravni rezervat Vallazza (Riserva naturale Vallazza)
- Mokrišče Valli del Mincio (Riserva naturale Valli del Mincio)
- Naravni rezervat Isola Boschina (Riserva naturale Isola Boschina)
- Naravni rezervat Pomponesco (Riserva naturale Garzaia di Pomponesco)

## Zgodovinske zanimivosti
Najslavnejša doba Mantove je bilo obdobje rodbine Gonzaga (1323 - 1708), ki je dosegla višek moči s Friderikom II. Dokler je bil mladoleten, je grofijo upravljala njegova mati Izabela Este, sposobna in izobražena ženska, ki se je po sinovem prevzemu oblasti preselila v Rim. Tu je bila leta 1527 priča plenitve s strani cesarjevih landsknehtov. Edina palača, ki ni bila oropana, je bila Izabelina, in sicer iz spoštovanja do njenega tretjega sina Ferranta, ki je bil vojaški poveljnik v službi cesarja. V Izabelino palačo se je takrat zateklo preko tisoč oseb, katerim so plenilci prizanesli v zameno za visoko odkupnino.